# Байконур
Байкону́р (от каз. Байқоңыр / Baiqoñyr — «богатая долина») — космодром в Казахстане, крупнейший действующий космодром в мире. Основан на территории Казахской ССР 12 февраля 1955 года и введён в эксплуатацию 15 мая 1957 года.
Расположен на территории Кызылординской области Республики Казахстан между городом Казалинском и посёлком Жосалы, вблизи посёлка Тюратам. Из-за близости к этому посёлку космодром в международных спутниковых справочниках обозначается как «Tyuratam Missile and Space Complex» (TTMTR). Занимает площадь 6717 км².
Космодром и город Байконур (до 1995 года — город Ленинск) вместе образуют комплекс «Байконур», состоящий из 15 стартовых комплексов девяти типов для запусков ракет-носителей, 4 пусковых установок для испытаний межконтинентальных баллистических ракет, 11 монтажно-испытательных корпусов (МИК) и прочей инфраструктуры.
Построен на 11 лет позже космодрома Капустин Яр (1946 года) и с 1957 года использовался как основной космодром СССР вплоть до распада Союза ССР 26 декабря 1991 года, после чего космодром из союзной собственности перешёл в ведение ставшей независимой Республики Казахстан.
По состоянию на 2024 год, комплекс Байконур арендуется руководством России у руководства Казахстана. Договор аренды заключён на период до 2050 года. Стоимость эксплуатации космодрома составляет около 9 млрд рублей в год (в том числе стоимость аренды комплекса Байконур — около 7,54 млрд рублей в год, расходы на поддержание объектов космодрома — около 1,5 млрд рублей в год), что составляет 4,2 % от общей суммы бюджета «Роскосмоса» (по состоянию на 2012 год). Кроме того, из федерального бюджета России в бюджет города Байконура ежегодно осуществляется безвозмездное поступление в размере 1,16 млрд рублей (по состоянию на 2012 год). В общей сложности космодром и город обходятся бюджету России в 10,16 млрд рублей в год.
На протяжении ряда лет космодром Байконур сохранял лидирующее место в мире по числу пусков; второе место занимали американские стартовые комплексы, расположенные в районе мыса Канаверал во Флориде (принадлежащие НАСА и Космическим силам США), а третье — Гвианский космический центр (космодром Европейского космического агентства (ЕКА) во французской Гвиане). В частности, в 2015 году с Байконура за год было запущено 18 ракет-носителей (для сравнения, в том же году с космического центра на мысе Канаверал в США 17 ракет-носителей, с космодрома Куру во французской Гвиане — 12). С 2016 года лидером по количеству запусков стал космодром на мысе Канаверал (США).

## История

### Строительство
Межконтинентальная баллистическая ракета (МБР) Р-7, разработанная для доставки водородной бомбы и использовавшаяся в дальнейшем как прототип для создания ракет-носителей для осуществления пилотируемых космических полётов, потребовала создания нового полигона для её испытаний (ранее испытания советских ракет проводились на полигоне Капустин Яр в Астраханской области).
В 1954 году работала комиссия по выбору места для строительства полигона, которая руководствовалась следующими критериями:
- обширный, малонаселённый район, земли которого мало использовались в сельскохозяйственном производстве (существовала необходимость отчуждения немалых площадей земли в районах падения ступеней ракеты, трасса полёта не должна проходить над крупными населёнными пунктами);
- наличие железнодорожной магистрали для доставки различных грузов на полигон, в том числе блоков ракет;
- надёжные источники пресной воды для обеспечения полигона питьевой и технологической водой в большом объёме;
- расстояние между стартом ракеты и местом падения её головной части (полигон Кура на Камчатке) — не менее 7000 км.

Рассматривалось несколько вариантов возможной дислокации полигона: Марийская АССР, Дагестан (западное побережье Каспийского моря), Астраханская область (вблизи города Харабали) и Кызылординская область. Имелся ещё один важный фактор: первые модификации ракеты Р-7 были оснащены системой радиоуправления. Для её функционирования необходимо было иметь три наземных пункта подачи радиокоманд: два симметричных по обе стороны от места старта на расстоянии 150—250 км, третий — отстоящий от старта по трассе полёта на 300—500 км. Этот фактор в конечном счёте и стал решающим: была выбрана Кызылординская область, поскольку в марийском варианте пункты радиоуправления оказались бы в непроходимых лесах и болотах, в дагестанском — в труднодоступной горной местности, в астраханском — один из пунктов пришлось бы размещать на акватории Каспийского моря.
Таким образом, для полигона была выбрана пустыня в Казахстане к востоку от Аральского моря, вблизи одной из крупнейших рек Средней Азии Сыр-Дарьи и железной дороги Москва—Ташкент. Также преимуществами места как полигона для запусков послужили более трёхсот солнечных дней в году и относительная близость к экватору. Линейная скорость вращения Земли на широте Байконура составляет 316—323 м/с, на широте Плесецка — 212 м/с.
Для дислокации полигона был отведён значительный участок пустынной местности приблизительно посередине между двумя райцентрами Кызылординской области: Казалинском и Джусалы, около разъезда Тюра-Там Среднеазиатской железной дороги (ныне носит название Торетам). С декабря 1954 по май 1955 года в данной местности работала рекогносцировочная экспедиция, в состав которой входили десятки военных специалистов различных специальностей: ракетчики от полигона Капустин Яр, строители-проектировщики военных объектов из ЦПИ-31, учёные-специалисты из ракетного НИИ-4 министерства обороны, военные медики-эпидемиологи, специалисты по распространению радиоволн, топографы, геологи. Экспедиция разместилась в пассажирских железнодорожных вагонах, для которых на станции Джусалы был построен специальный тупик, обнесённый двухрядным заграждением из колючей проволоки. На этой территории располагался также прикомандированный из Туркестанского военного округа автомобильный батальон для выполнения транспортных функций. Аэродром Джусалы был модернизирован и расширен, туда была перебазирована транспортная эскадрилья в составе трёх самолётов Ли-2 и шесть лёгких самолётов Ан-2. Данному району было присвоено кодовое имя «район Леоновки», этот шифр значился в командировочных предписаниях.
12 февраля 1955 года ЦК КПСС и совет министров СССР совместным постановлением № 292-181сс утвердили создание научно-исследовательского испытательного полигона № 5 министерства обороны СССР (НИИП № 5 МО СССР), предназначенного для испытаний ракетной техники. Район формирования полигона в первой половине 1955 года имел условное наименование «Тайга».
Руководителем строительства был назначен строитель генерал-майор Г. М. Шубников. Первый отряд военных строителей прибыл на станцию Тюра-Там 12 января 1955 года.
Строительные работы на полигоне были начаты во второй половине зимы 1955 года. Поначалу военные строители жили в палатках, весной появились первые землянки на берегу Сыр-Дарьи, а 5 мая 1955 года было заложено первое капитальное (деревянное) здание жилого городка. В тот же день, 5 мая, 1957 года специальная комиссия приняла первый стартовый комплекс полигона, а 6 мая первую ракету Р-7 уже установили на этом комплексе.
Официальным днём рождения космодрома считают 2 июня 1955 года, когда директивой Генерального штаба была утверждена штатная структура пятого научно-исследовательского испытательного полигона и создан штаб полигона — войсковая часть 11284. К началу испытаний и запусков на полигоне находились 527 инженеров и 237 техников, общая численность военнослужащих — 3600 человек.

### Происхождение названия
Истинное место расположения советского ракетного полигона стало известным американской разведке 5 августа 1957 года в результате очередного полёта над территорией СССР самолёта-разведчика Lockheed U-2. С 1957 года и вплоть до начала 1990-х годов в западных источниках полигон обозначался как Tyuratam (Тюратам) по имени ближайшей железнодорожной станции.
Осенью 1958 года в Советском Союзе были проведены крупномасштабные испытания в интересах создания системы противоракетной обороны. В испытаниях участвовали три полигона: Капустин Яр, Тюра-Там (НИИП № 5) и Сары-Шаган. Близ населённого пункта Байконур Карагандинской области специально для этих испытаний была оборудована стартовая установка для пуска лёгких ракет, испытываемых в Капустином Яру. Всё стартовое оборудование и ракеты были доставлены по железной дороге до станции Карсакпай, а далее автотранспортом перевезены к месту назначения. После окончания испытаний надобность во временной стартовой позиции близ Байконура отпала, она была демонтирована весной 1959 года.
После запуска 12 апреля 1961 года космического корабля «Восток» с первым космонавтом Земли Ю. А. Гагариным в международные организации для регистрации приоритета были представлены координаты этой временной стартовой позиции (и ближайшего населённого пункта) как места старта, после чего название «Байконур» в открытой печати закрепилось за настоящим космодромом — НИИП № 5.
С момента основания полигон имел условный почтовый адрес Ташкент-90, в 1960-е годы — Кзыл-Орда-50.

### Хронология истории космодрома

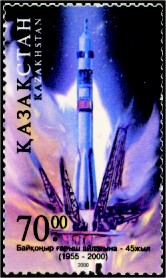

- 12 января 1955 года — прибытие на разъезд Тюра-Там первого подразделения военных строителей для подготовки мест дислокации и разворачивания строительно-монтажной инфраструктуры. Начало строительства посёлка.
- 12 февраля 1955 года — постановления Совета Министров СССР и Президиума ЦК КПСС о создании полигона для испытаний межконтинентальных баллистических ракет.
- 2 июня 1955 года — официальная дата рождения космодрома.
- 20 июля 1955 года — начало строительства первой стартовой площадки.
- 15 мая 1957 года — запуск первой ракеты Р-7 с космодрома. Следующий, также неудачный, — через месяц.
- 21 августа 1957 года — первый успешный запуск, ракета доставила условный боеприпас на Камчатку.
- 4 октября 1957 года — начало космической эры, запуск первого в мире искусственного спутника Земли ПС-1 с помощью Р-7.
- 29 января 1958 года — посёлок (административный центр полигона, носивший неофициальное название Заря) получил официальное название Ленинский.
- 9 мая 1959 года — на одной из стартовых площадок Байконура собран старт новой конструкции инженера-изобретателя Я. И. Колтунова (из научной группы под рук. акад. М. К. Тихонравова), что позволило при выполнении тех же задач во много раз уменьшить размеры вновь строящихся подобных сооружений и тем самым снизить их стоимость[14].
- 29 июля 1960 года — за успешное испытание ракеты Р-7 и в связи с 5-летием указом Президиума Верховного совета СССР полигон награждён орденом Красной Звезды.
- 3 августа 1960 года — приказом министра обороны СССР день 2 июня определён как день основания полигона.
- 24 октября 1960 года — при испытании МБР Р-16 произошёл пожар, в результате которого погибло 76 военнослужащих и представителей промышленности (в том числе главнокомандующий РВСН главный маршал артиллерии М. И. Неделин, руководители испытания от полигона полковники А. И. Носов и Е. И. Осташёв).
- 12 апреля 1961 года — дата первого космического полёта человека — Ю. А. Гагарина.
- 9 мая 1962 года — Президиум Верховного совета СССР установил день космонавтики.
- 16 июня 1963 года — запуск ракеты Восток-6, на которой был осуществлён первый в мире полёт женщины-космонавта В. В. Терешковой.
- 1 ноября 1963 года — запуск первого космического боевого спутника Полёт-1.
- 18 марта 1965 года — запуск ракеты Восход-2, на которой был осуществлён первый в мире выход человека в открытый космос — А. А. Леонова.
- 8 мая 1965 года — указом Президиума Верховного совета СССР полигон награждён орденом Ленина.
- 16 июня 1965 года — первый пуск ракеты-носителя (РН) «Протон».
- 21 июня 1966 года — указом Верховного Совета Казахской ССР посёлок Ленинский переименован в город Ленинск.
- 27 октября 1967 года — первый пуск РН «Циклон».
- 21 февраля 1969 года — первый пуск РН «Н-1».
- 15 января 1971 года — указом Президиума Верховного совета СССР полигон награждён орденом Октябрьской Революции.
- 1980 год — в центре города установлен макет РН «Союз».
- 20 февраля 1986 года — выведен на орбиту базовый блок орбитальной станции «Мир».
- 15 мая 1987 года — старт РН «Энергия».
- 15 ноября 1988 года — старт РН «Энергия» с орбитальным кораблём «Буран».
- 25 мая 1992 года — в Москве подписано соглашение между Россией и Казахстаном о порядке использования космодрома Байконур.
- Июль 1993 года — создано управление Национального аэрокосмического агентства Казахстана на Байконуре.
- 10 декабря 1994 года — подписан договор между Россией и Казахстаном об аренде космодрома Байконур (вступил в силу 25 сентября 1995 года).
- 20 декабря 1995 года — указом президента республики Казахстан город Ленинск переименован в город Байконур.
- 1 февраля 1999 года — запуском функционально-грузового блока «Заря» на околоземную орбиту начато строительство международной космической станции.

## Эксплуатация

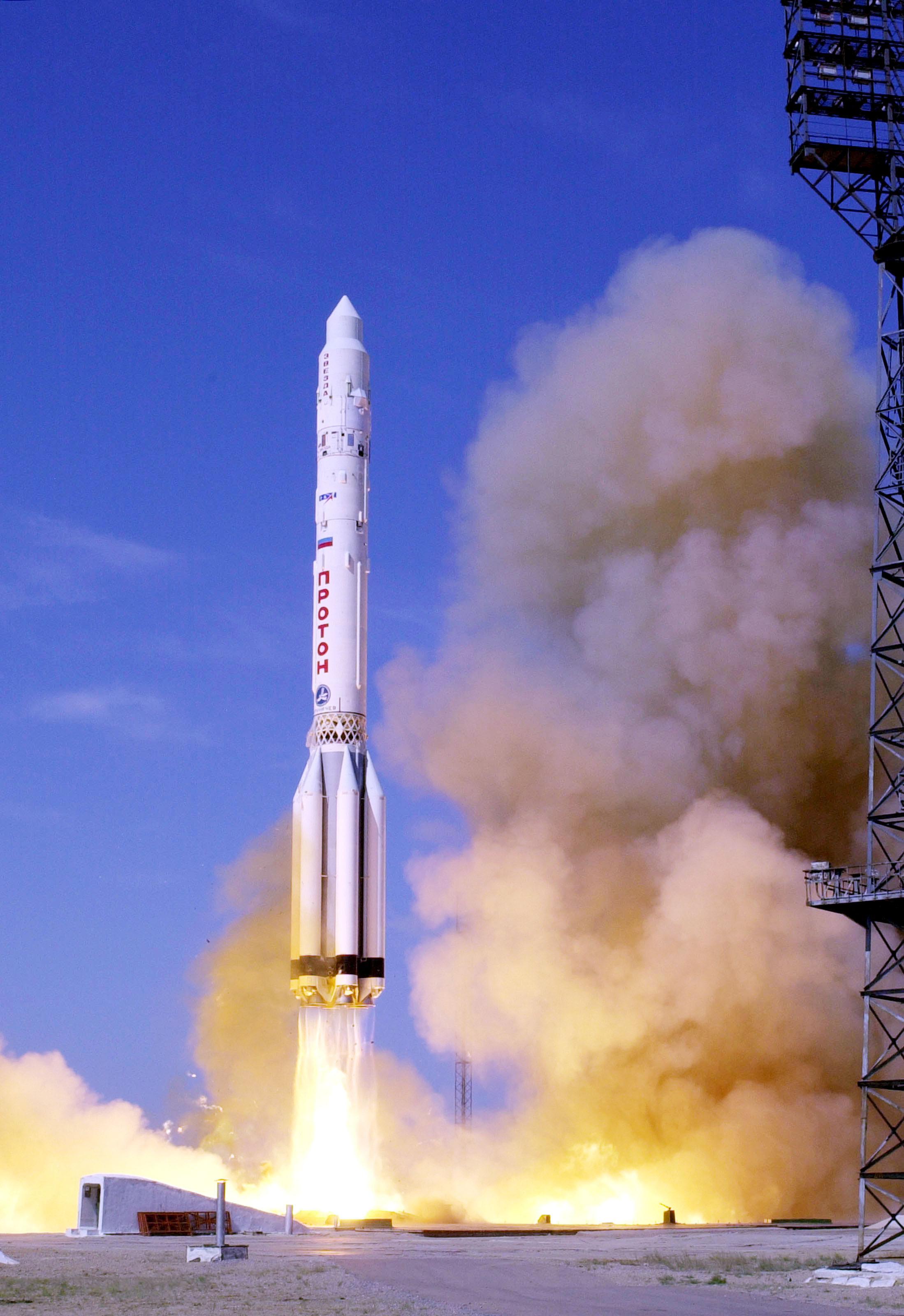
«Протон-К» выводит на орбиту модуль «Звезда» для МКС. Фото NASA

15 мая 1957 года — начало эксплуатации; запуск МБР Р-7. Пуск неудачный — ракета пролетела всего 400 км.
21 августа 1957 года — успешное испытание ракеты Р-7.
4 октября 1957 года — c Байконура выведен на орбиту первый в мире искусственный спутник Земли «Спутник-1». Его масса составляла 83,6 килограмма.
3 ноября 1957 года — старт «Спутника-2» с собакой Лайкой на борту.
Осенью 1959 года — ракета «Луна-2» впервые доставила аппарат на Луну.
19 августа 1960 года — запущена ракета «Спутник-5» с собаками Белкой и Стрелкой на борту. После 17 витков вокруг Земли аппарат приземлился в заданном районе. Собаки вернулись живыми.
24 октября 1960 года — на космодроме при испытании баллистической ракеты «Р-16» произошла крупная катастрофа, в результате которой от огня и отравления компонентами топлива погибло 78 человек, среди которых был главнокомандующий РВСН Митрофан Неделин.
12 апреля 1961 года — с космодрома запущена ракета «Восток-1» — космический аппарат, впервые в мире доставивший человека на околоземную орбиту (Ю. А. Гагарин). Совершив один виток вокруг Земли за 1 час 48 минут, аппарат приземлился в Саратовской области.
24 октября 1963 года — на космодроме в одной из боевых шахт ракеты Р-9 произошёл пожар, стоивший жизни семи военным испытателям.
1982 год — главное управление космическими средствами (ГУКОС) было выведено из состава РВСН и подчинено непосредственно начальнику генерального штаба Вооружённых сил СССР. Вместе с ГУКОСом был передан космодром Байконур.
15 мая 1987 года — первый запуск ракеты-носителя сверхтяжёлого класса «Энергия».
15 ноября 1988 года — первый (и последний) запуск многоразовой ракетно-космической транспортной системы «Энергия» — «Буран». По окончании полёта орбитальный корабль «Буран» произвёл автоматическую посадку на аэродром «Юбилейный», расположенный в северной части космодрома.
Всего на Байконуре за 50 лет было запущено более 1.500 космических аппаратов различного назначения и более 100 межконтинентальных баллистических ракет, испытано 38 основных типов ракет, более 80 типов космических аппаратов и их модификаций.
1991—1993 годы — кризисный период космодрома после распада СССР. Количество космических запусков резко сократилось, целый ряд офицеров и работников промышленности в сложившейся обстановке хаоса и неизвестности предпочли со своими семьями уехать с космодрома на родину (в Россию, на Украину и т. д.) в поисках лучшей жизни. Неясен был и статус космодрома, поскольку он «оказался» на территории суверенного Казахстана, а фактически эксплуатацию Байконура осуществляла Россия. Последней каплей стала передача коммунальных служб города от военного ведомства местным казахстанским властям, у которых не было ни средств, ни персонала для эксплуатации обширного городского хозяйства. Всё это привело к большим бытовым проблемам в суровую морозную и снежную зиму конца 1993 — начала 1994 года: в жилых и служебных зданиях города и космодрома постоянно отключалась подача электроэнергии, а тепло- и водоснабжение работали с огромными перебоями; во многих квартирах города температура воздуха снижалась до нуля градусов.
Население города сократилось почти вдвое. По данным УВД, в феврале 1995 года на комплексе «Байконур» проживало 72 тыс. человек, из них в городе 55 855 человек, остальные — в посёлках Тюра-Там и Акай. Было зарегистрировано 50 тыс. русских, 21 тыс. казахов, 2 тыс. украинцев и 2 тыс. других национальностей.
В 1994 году космодром с городом Ленинском (ныне Байконур) передан в аренду России. Годовая стоимость аренды — 115 млн долл., в счёт оплаты поставляется Казахстану военная и другая техника. Около 1,5 млрд рублей в год Россия тратит на поддержание объектов космодрома, на содержание города Байконура — около 1,16 млрд рублей (по состоянию на 2012 год). До появления космодрома Восточный это был единственный космодром в распоряжении России, позволявший осуществлять пилотируемые программы и вывод космических аппаратов на геостационарную орбиту.
В 1997 году начата поэтапная передача объектов космодрома от министерства обороны РФ в ведение Роскосмоса. К 2002 году большинство объектов космодрома переданы гражданским предприятиям.

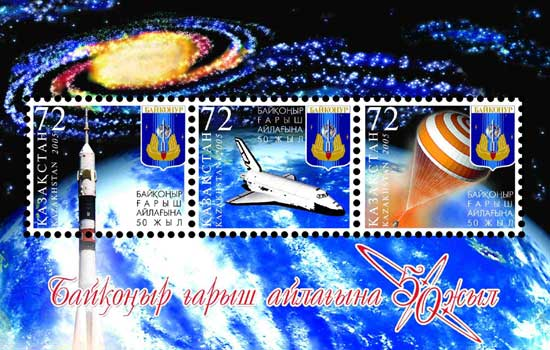
50 лет космодрому Байконур

6 июля 1999 года после аварии российского военного спутника связи «Радуга» власти Казахстана временно запретили пуски с космодрома ракет космического назначения. Это противоречило двухстороннему договору об аренде космодрома Россией, а с 15 июля 1999 года после возмещения ущерба российской стороной пуски возобновились.
На встрече В. Путина и Н. Назарбаева 9-10 января 2004 года в Астане было подписано соглашение о развитии сотрудничества по эффективному использованию комплекса Байконур, срок аренды был продлён до 2050 года при той же арендной плате в 115 млн долларов в год.
В конце 2004 года было объявлено о планах создания на Байконуре ракетно-космического комплекса «Байтерек» (каз. Бәйтерек — тополь). С его помощью планируют совершать коммерческие запуски космических аппаратов с помощью проектируемой ракеты-носителя «Ангара». Эксплуатация ракетно-космического комплекса будет происходить на принципах равного участия России и Казахстана. Финансирование проекта лежит на казахской стороне, а Россия отвечает за разработку.
В сентябре 2004 года назначен действующий представитель президента республики Казахстан на космодроме Байконур Басекеев Адильбек Алимжанович.
В 2005 году дислоцирующиеся на Байконуре космические войска приступили к завершающему этапу передачи эксплуатируемых ими объектов Роскосмосу. К концу 2007 года космодром покинули большинство военно-космических частей; на космодроме осталось лишь около 500 российских военнослужащих.
6 сентября 2007 года РН «Протон-М» после неудачного запуска упала в 40 км от города Жезказган, при этом на почву попало несколько тонн высокотоксичного топлива (гептила). По требованию казахстанской стороны запуски ракет данного типа были временно приостановлены.
В 2008 году на Байконуре закончился процесс расформирования войсковых частей, входивших в состав пятого государственного испытательного космодрома минобороны РФ, и передача их объектов предприятиям российской ракетно-космической отрасли. В конце года байконурский аэропорт «Крайний» передан в ведение ЦЭНКИ.
Новым шагом по реформированию космодрома Байконур стал подписанный 16 декабря 2008 года указ президента РФ Д. А. Медведева «О реорганизации федерального государственного унитарного предприятия „Центр эксплуатации объектов наземной космической инфраструктуры“ в форме присоединения КБ „Мотор“, КБОМ, КБТМ, КБТХМ, НПФ „Космотранс“, ОКБ „Вымпел“, ФКЦ „Байконур“». Реорганизация осуществлена в целях сохранения, развития и оптимизации использования интеллектуальных, производственных и финансовых ресурсов российской ракетно-космической промышленности для реализации федеральной программы создания космических и наземных систем.
По состоянию на 2011 год основными предприятиями российской космической отрасли на Байконуре являются:
- РКК «Энергия» (производство и подготовка к запуску космических аппаратов «Союз», «Прогресс», разгонных блоков для ракет-носителей «Протон»),
- ЦСКБ-Прогресс (производство и подготовка к запуску ракет-носителей «Союз», космических аппаратов для дистанционного зондирования Земли),
- ГКНПЦ им. М. В. Хруничева (производство и подготовка к запуску ракет-носителей «Протон» и разгонных блоков к ним),
- филиал ФГУП ЦЭНКИ — «Космический центр „Южный“» (эксплуатация наземной инфраструктуры — стартовых и заправочных комплексов, транспорта, организация и контроль работ на космодроме).

В апреле 2011 года руководитель Роскосмоса Анатолий Перминов заявил о возможном акционировании космодрома Байконур в будущем. По-видимому, речь шла об акционировании не космодрома как такового (он принадлежит Казахстану и арендован у него Россией), а работающих на нём российских государственных предприятий (ЦСКБ-Прогресс, ГКНПЦ им. М. В. Хруничева, ФГУП ЦЭНКИ).
Казахстан периодически препятствует нормальной работе космодрома. Так, в 2012 году были отложены запуски европейского метеорологического космического аппарата MetOp-B (запуск планировался на 23 мая), российских спутников «Канопус-В» и МКА-ПН1, белорусского БКА, канадского ADS-1B и немецкого TET-1 (групповой запуск этих пяти аппаратов намечался на 7 июня), российского аппарата «Ресурс-П» (планировался на август). Причиной явилось длительное согласование казахстанской стороной использования поля падения первой ступени ракет-носителей в Костанайской и Актюбинской областях (используемого при выведении спутников на солнечно-синхронную орбиту ракетой-носителем «Союз»).
По состоянию на конец 2012 года проект создания совместного российско-казахстанского ракетно-космического комплекса «Байтерек» (на основе новой ракеты-носителя «Ангара») фактически зашёл в тупик. Достигнуть компромисса по вопросу финансирования проекта не удалось. Вероятно, Россия будет строить стартовый комплекс для «Ангары» на новом космодроме «Восточный».
В декабре 2012 года председатель национального космического агентства Казахстана (Казкосмос) Талгат Мусабаев заявил, что с целью снижения стоимости проекта «Байтерек» Казахстану целесообразно отказаться от внедрения новой ракеты-носителя «Ангара» и использовать существующую ракету-носитель «Зенит».
Роскосмос в 2012 году на содержание инфраструктуры и реконструкцию объектов Байконура направил более 1 миллиарда рублей (33,3 миллиона долларов); кроме того, около 2,5 миллиарда рублей (83,2 миллиона долларов) в объекты космодрома было вложено из средств ФГУП «Центр эксплуатации объектов наземной космической инфраструктуры» (ЦЭНКИ). В 2012 году продолжена реконструкция аэропорта «Крайний», введена в эксплуатацию заправочно-нейтрализационная станция на площадке 91 космодрома. В бюджет города Байконура филиал ФГУП «ЦЭНКИ» — «Космический центр „Южный“» в 2012 году перечислил более миллиарда рублей в виде различных налогов.
27 января 2016 года в пресс-службе Роскосмоса сообщили о том, что более 40 тур-операторов получат возможность устраивать экскурсии на космодромы Байконур и Восточный.

## Долги за Байконур в 1990-х годах
К 1999 году Россия признала задолженность за аренду космодрома и других военных объектов в Казахстане в размере $1,893 млрд. Вопрос о задолженности 1990-х годов был урегулирован в ряде соглашений — взаиморасчётами за долги Казахстана перед РАО ЕЭС, поставками авиационной техники, поставками железнодорожных вагонов. Полностью долги 1990-х были погашены в 2004 году.

## Уход России с Байконура
К 2009 году российские военные покинули комплекс Байконур, космодром полностью передан Роскосмосу (этот процесс поэтапно шёл с 1997 года). В 2010 году на космодроме оставалась лишь одна малочисленная войсковая часть 11284 (отдельное испытательное управление космических войск РФ, бывший штаб космодрома), оказывающая содействие в запусках спутников оборонного назначения, которая была расформирована в конце декабря 2011 года.
Россия считает для себя перспективным перенос пилотируемых пусков на новый российский космодром «Восточный» в Амурской области (после 2018 года). Таким образом, в 2020—2040-х годах с Байконура будут запускаться автоматические космические аппараты (на ракетах-носителях «Союз-2», «Зенит»). К 2030 году 90 % космических запусков Россия будет проводить с собственных космодромов Плесецк и Восточный, доля Байконура упадёт с 75 % до 10 %.
Казахстан в настоящее время прорабатывает вопросы самостоятельной эксплуатации Байконура после окончательного переноса стартов в Амурскую область и прекращения аренды космодрома Байконур Российской Федерацией (на период после 2050 года). По одной из неподтверждённых версий, после 2050 года космодром будет реконструирован в международный центр космических полётов совместно с Европейским и Израильским космическими агентствами.
В октябре 2010 года президент АО «Казакстан гарыш сапары» (каз. Қазақстан ғарыш сапары, дочернее предприятие «Казкосмоса») заявил, что казахстанская сторона считает возможным приступить к самостоятельной эксплуатации Байконура Казахстаном уже в 2014 году. Данное заявление вызвано тем, что Россия не исполняет обязательства по модернизации космодрома и поэтому в момент передачи космодрома Казахстану он будет в плачевном состоянии.
10 декабря 2012 года глава «Казкосмоса» Талгат Мусабаев заявил о том, что договор об аренде космодрома 1994 года устарел, возможна отмена аренды всего космодрома и города Байконур целиком и переход к более мелким видам арендования. По мнению экспертов из РФ, такое развитие событий приведёт к массовому отъезду российских специалистов с комплекса «Байконур» и породит большие кадровые проблемы; для РФ потеря аренды Байконура стала целесообразна лишь после 2020 года, когда был полностью введён в строй новый космодром «Восточный».
С целью совершенствования договорно-правовой базы, обеспечивающей эффективное сотрудничество при эксплуатации космодрома Байконур, создания необходимых условий для жизнеобеспечения персонала комплекса, проживающего в г. Байконур, 15 июня 2012 года президенты России и Казахстана договорились о воссоздании Российско-Казахстанской межправительственной комиссии по комплексу «Байконур». Такая комиссия была создана постановлением правительства РФ от 13 декабря 2012 г. № 1301, председателем комиссии назначен первый заместитель председателя правительства РФ И. И. Шувалов.
15 октября 2015 года в Астане Россия и Казахстан подписали межправительственное соглашение о порядке взаимодействия при проведении пусков ракет из позиционного района Домбаровский с использованием земельного участка на территории Казахстана в качестве района падения их отделяющихся частей.
В 2017 году Россия вернула Казахстану почти 12.000 га арендованной земли комплекса «Байконур» вблизи посёлков Акай и Торетам.
В мае 2018 года в российской прессе появились сообщения о возможном уходе российских военных с космодрома до конца года в связи с сокращением бюджета. Казахстан с энтузиазмом воспринял новость о замене оставшихся 100 российских офицеров на штатских специалистов и новых возможностях гражданского космодрома.
В июле 2020 года российская и казахстанская стороны в ходе состоявшейся в городе Байконуре церемонии утвердили создание космического ракетного комплекса «Байтерек», проект предусматривает создание на базе наземной космической инфраструктуры для украинской средней ракеты «Зенит-М» ракетного комплекса, предназначенного для пусков носителя «Союз-5» с беспилотными космическими аппаратами.

## Инфраструктура
- 15 стартовых комплексов 9 типов[41] для запусков ракет-носителей;
- 4 пусковые установки для испытаний межконтинентальных баллистических ракет;
- 11 монтажно-испытательных корпусов (МИК), в которых размещены 34 технические комплекса для предстартовой подготовки ракет-носителей и космических аппаратов, а также 3 заправочно-нейтрализационные станции для заправки космических аппаратов и разгонных блоков компонентами ракетных топлив и сжатыми газами;
- измерительный комплекс с современным информационно-вычислительным центром для контроля и управления полётом ракет-носителей, а также обработки телеметрической информации;
- кислородно-азотный завод суммарной производительности до 300 тонн криогенных продуктов в сутки;
- теплоэлектроцентраль на 60 МВт;
- газотурбинный энергопоезд на 72 МВт;
- 600 трансформаторных подстанций;
- 92 узла связи;
- два аэродрома: «Крайний» 1-го класса и «Юбилейный» внеклассный;
- 470 км железнодорожных путей (спец. пути — 40 км);
- 1281 км автомобильных дорог;
- 6610 км линий электропередачи;
- 2784 км линий связи.

## Площадки
На космодроме Байконур действует 3 стартовых комплекса на декабрь 2021 года: два стартовых комплекса остались для пусков тяжёлых ракет «Протон-М» это Площадка 81 и Площадка 200. Один — для стартов средних носителей «Союз-2» это Площадка 31.

### Стартовые комплексы
| Наименование пусковой установки         | Наименование пусковой установки | Тип ракет-носителей                | Первый пуск | Последний пуск | Всего пусков | Координаты                      | Комментарии |
| --------------------------------------- | ------------------------------- | ---------------------------------- | ----------- | -------------- | ------------ | ------------------------------- | --- |
| СК 17П32-5 (ПУ № 5) (Гагаринский старт) | Площадка № 1                    | Семейство «Р-7»                    | 15.05.1957  | 25.09.2019     | 638          | 45°55′12″ с. ш. 63°20′31″ в. д. | Законсервирована                                                                                                 |
| СК 17П32-6 (ПУ № 6)                     | Площадка № 31                   | Семейство «Р-7»                    | 14.01.1961  | 08.04.2025     | 387          | 45°59′46″ с. ш. 63°33′50″ в. д. | |
| ПУ № 15                                 | Площадка № 41                   | «Р-16», «Космос»                   | 25.05.1963  | 27.08.1968     | 22           | 45°58′34″ с. ш. 63°40′08″ в. д. | 1964—1968 гг. |
|                                         | Площадка № 42                   |                                    |             |                |              |                                 | Площадки 42, 43, 45 запланированы под проект «Байтерек»                                                          |
|                                         | Площадка № 43                   |                                    |             |                |              |                                 | Площадки 42, 43, 45 запланированы под проект «Байтерек»                                                          |
| СК 11П877 (ПУ № 1)                      | Площадка № 45                   | «Зенит-2», «Зенит-3SLБ»            | 13.04.1985  | 11.12.2015     | 41           | 45°56′35″ с. ш. 63°39′11″ в. д. | Площадки 42, 43, 45 запланированы под проект «Байтерек»                                                          |
| ПУ № 2                                  | Площадка № 45                   | «Зенит-2»                          | 22.05.1990  | 04.10.1990     | 2            | 45°56′24″ с. ш. 63°39′18″ в. д. | Разрушена в 1990 году при взрыве РН «Зенит»                                                                      |
| ПУ № 23 (81Л)                           | Площадка № 81                   | «Протон-К»                         | 16.07.1965  | 27.03.2004     | 104          | 46°04′26″ с. ш. 62°58′41″ в. д. | Не используется с 2004 года                                                                                      |
| ПУ № 24 (81П)                           | Площадка № 81                   | «Протон-К», «Протон-М»             | 22.11.1967  | 05.02.2023     | 67           | 46°04′16″ с. ш. 62°59′06″ в. д. | Дооборудована под РКН «Протон-М» в 2000 году                                                                     |
| ПУ № 19 (90Л)                           | Площадка № 90                   | «УР-200», «Циклон-2»               | 05.11.1963  | 09.12.1997     | 113          | 46°04′52″ с. ш. 62°55′55″ в. д. | Не используется с 1989 года                                                                                      |
| ПУ № 20 (90П)                           | Площадка № 90                   | «УР-200», «Циклон-2»               | 24.09.1964  | 24.06.2006     | 11           | 46°04′48″ с. ш. 62°56′06″ в. д. | Не используется с 2006 года                                                                                      |
| ПУ № 95 (90П)                           | Площадка № 109                  | Р-36М, «Днепр»                     | 04.07.1974  | 21.06.2010     | 31           | 45°57′04″ с. ш. 63°29′49″ в. д. | Не используется с 2010 года. Последующие запуски осуществлялись только с ПБ Ясный                                |
| ПУ № 37 (110Л)                          | Площадка № 110                  | «Н-1», «Энергия» — «Буран»         | 21.02.1969  | 15.11.1988     | 3            | 45°57′54″ с. ш. 63°18′18″ в. д. | Не используется с 1988 года                                                                                      |
| ПУ № 38 (110П)                          | Площадка № 110                  | «Н-1»                              | 21.02.1969  | 03.07.1969     | 2            | 45°57′43″ с. ш. 63°18′36″ в. д. | Не используется с 1969 года                                                                                      |
| ПУ № 59                                 | Площадка № 175                  | «Рокот» (вариант 14А01Р), «Стрела» | 26.12.1994  | 19.12.2014     | 4            | 46°03′07″ с. ш. 62°59′10″ в. д. | |
| ПУ № 39 (200Л)                          | Площадка № 200                  | «Протон-М», «Протон-К»             | 20.02.1980  | 12.03.2023     | 143          | 46°02′24″ с. ш. 63°01′55″ в. д. | Дооборудована под РКН «Протон-М» в 2003 году                                                                     |
| ПУ № 40 (200П)                          | Площадка № 200                  | «Протон-К»                         | 23.07.1977  | 31.03.1991     | 64           | 46°02′10″ с. ш. 63°02′17″ в. д. | Не используется с 1991 года. Технологическое оборудование снято — планировалось переоборудование под РН «Ангара» |
| УКСС                                    | Площадка № 250                  | «Энергия»                          | 15.05.1987  | 15.05.1987     | 1            | 46°00′29″ с. ш. 63°18′18″ в. д. | Не используется с 1987 года                                                                                      |

### Другие площадки
- Площадка 15А. Аэропорт «Крайний», обслуживающий космодром. Отсюда выполняют пассажирские и грузовые рейсы в Москву, эпизодически — в другие города России и Казахстана.

- Площадка 92. Находится вблизи площадки 95, содержит МИК 92-1, в котором находятся технические комплексы сборки и проверки РН «Протон-К» и космической головной части. Из него происходит вывоз сборки ракеты с установленной полезной нагрузкой на стартовый комплекс[46]. Площадь этого МИКа около 7.000 квадратных метров, объём — около 200.000 кубических метров[47].
- Площадка 95. На ней расположены гостиницы «Комета», «Полёт», «Фили», прачечная, станция очистки воды, культурно-просветительный центр «Протон», спортивный комплекс, гаражная зона, круглосуточный медицинский пост. На расстоянии, не превышающем 5 километров, расположены МИК 92-1, МИК 92А-50, ТЗП РБ «Бриз-М», пусковые установки (ПУ) № 23, № 24 и № 39, вместе и ними площадка 95 образует единую компактную инфраструктуру[46].
- Площадка 251. Аэродром экспериментальной авиации «Юбилейный», способный принимать все типы самолётов. Сюда специальными рейсами доставляют космические аппараты. Использовали в качестве посадочной полосы для орбитального корабля «Буран» и самолётов типа «Туполев» из «Внуково 3».
- Площадка 254 Техническая площадка
- Площадка 2. Техническая площадка
- Площадка 10 Радиоэлектронная площадка

## Природа
Территория космодрома представляет собой всхолмлённую равнину, пересечённую в южной части с востока на запад рекой Сыр-Дарья. Абсолютные отметки колеблются от 80 до 150 м. Относительная высота холмов 10—20 м. Склоны холмов пологие, местами изрезаны промоинами; вершины холмов куполообразные. Для всей территории характерно наличие бессточных котловин, занятых солончаками или такырами; во время снеготаяния и дождей солончаки и такыры размокают. На территории встречаются небольшие массивы закреплённых бугристых песков; песчаные бугры имеют высоту 2—10 м.
Река Сырдарья имеет ширину 120—200 м, глубину от 1,5 до 5 м, скорость течения 0,8 м/с. Грунт дна песчаный; русло реки извилистое со множеством островов. Вода в реке и её протоках пресная, мутная, пригодная для питья только после отстаивания и тщательной очистки. Самый высокий уровень в реке с апреля по август. В этот период заполняются водой все имеющиеся в пойме водотоки и водоёмы. Регулярного судоходства по Сыр-Дарье нет, допускается плавание мелких судов с осадкой до 1,2 м. 3амерзает река в декабре, вскрывается в конце марта. Толщина льда в среднем 0,5 м, в суровые зимы достигает 0,9 м.
Растительная зона: полынно-боялычовая (северная) пустыня. Почвы: бурые пустынно-степные, по берегам реки местами серо-бурые аллювиальные. В пойме реки и на островах распространены заросли колючих кустарников и деревьев высоты 3—7 м (тугаи), имеются участки луговой растительности, местами растёт камыш высоты до 4 м. Пустынная растительность представлена кустарниками (тамариск, джузгун) высоты до 2 м, полукустарниками (боялыч, биюргун, полынь) высоты до 0,5 м и травами (верблюжья колючка — жантак). Травяной покров в пустыне разрежённый, зелёным бывает только весной, к началу июня трава выгорает. На территории космодрома произрастает тюльпан Борщова, цветущий в апреле; это растение стало одним из символов космодрома, упоминается во многих статьях, книгах и фильмах о Байконуре. О тюльпанах Байконура харьковским поэтом Иваном Мирошниковым написано стихотворение, посвящённое второму космонавту Герману Титову.

## Климат
Климат резко континентальный с малым количеством осадков (120 мм в год), большим количеством солнечных дней; лето длительное и жаркое, зима морозная и ветреная (снежный покров невысокий).
Зима (середина ноября — середина марта) с переменной облачностью и частыми туманами. Средняя температура воздуха днём — −5…−10 °C, ночью — до −20…−25 °C (абсолютный минимум — −40 °C). Устойчивые морозы начинаются в декабре. В любой месяц зимы возможны оттепели. Осадки выпадают преимущественно в виде снега. Снежный покров образуется во второй половине декабря и держится до конца марта; толщина его обычно не превышает 10 см (в снежные зимы — до 26 см). Средняя глубина промерзания грунта — 1,3 м.
Весна (середина марта — апрель) тёплая с неустойчивой погодой в первой половине. Температура воздуха в начале сезона днём — −1…+10 °C, ночью — до −10 °C; в конце сезона днём — до +25 °C, ночью — от −1 °C до +8 °C. Осадки выпадают в виде кратковременных дождей, иногда со снегом. В начале — середине апреля, как правило, в течение нескольких дней подряд наблюдаются сильные ветры и пыльные бури (так называемый «бескунак»). В конце апреля и в мае в отдельные годы наблюдаются наиболее сильные ветры (с порывами 25 м/с и более), что порой приводит к повреждению ненадёжно установленной кровли и обшивки зданий.
Лето (май — середина сентября) характеризуется устойчивой жаркой сухой и малооблачной погодой. Температура воздуха днём — +30…+40 °C (абсолютный максимум — +45,5 °C), ночью температура опускается до +15…+18 °C. Летом часто бывают суховеи, а иногда и пыльные бури, которые поднимают в воздух песок и пыль (в основном при ветрах восточного направления).
Осень (середина сентября — середина ноября) в первой половине сухая и тёплая, во второй облачная и прохладная. Температура воздуха днём — +5…+25 °C, ночью — −5…+5 °С. Осадки выпадают в виде моросящих дождей; во второй половине ноября выпадает мокрый снег.
Ветры весной и летом преимущественно западные и северо-западные, осенью и зимой восточные и северо-восточные. Преобладающая скорость ветра — 3—7 м/с. В течение всего года (особенно в зимний и весенний период) часто наблюдаются сильные ветры со скоростью 15 м/с и более (45 дней за год).
Среднее число дней с явлениями погоды за год: осадки — 58 (январь — 9, июнь — 2), туман — 27, метель — 6, гроза — 7. Число ясных дней по общей облачности — 119, пасмурных по нижней облачности — 17. Число дней с пыльной бурей составляет 12—15 в год (максимум в апреле — 5 дней).

## Главы космодрома
- Алексей Иванович Нестеренко (1955—1958 гг.)
- Константин Васильевич Герчик (1958—1960 гг.)
- Александр Григорьевич Захаров (1961—1965 гг.)
- Александр Александрович Курушин (1965—1973 гг.)
- Валентин Илларионович Фадеев (1973—1978 гг.)
- Юрий Николаевич Сергунин (1978—1983 гг.)
- Юрий Аверкиевич Жуков (1983—1989 гг.)
- Алексей Леонтьевич Крыжко (1989—1992 гг.)
- Алексей Александрович Шумилин (1992—1997 гг.)
- Леонид Тимофеевич Баранов (1997—2007 гг.)[49]
- Олег Владимирович Майданович (2007—2008 гг.)
- Евгений Николаевич Анисимов (2008—2014 гг.)
- Михаил Юрьевич Варданян (2015—2016 гг.)
- Евгений Иванович Раковский (2016—2019 гг.)
- Валинур Светланович Агишев (2019 г. — н.в.)

Начальники космодрома в 1955—2016 годах перечислены согласно списку, приведённому в книге «Музы Байконура».

## Награды
| Орден Красной Звезды        | 29 июля 1960 г.   | «За успешное проведение лётной отработки специальных изделий» (то есть успешное испытание ракеты Р-7 и других изделий НИИП-5 МО) |
| Орден Ленина                | 8 мая 1965 г.     | «За большие успехи в деле отработки и испытания ракетно-космических средств и в честь 10-й годовщины космодрома»                 |
| Орден Октябрьской Революции | 15 января 1971 г. | «За заслуги в создании новой техники»                                                                                            |

## Экологические проблемы
Запуски с Байконура негативно воздействуют на экологическую обстановку на территории Казахстана и азиатской части России, над которыми проходят трассы ракет.
По данным профессора РАНХиГС космонавта-испытателя С. В. Кричевского, только по программе станции «Мир» с Байконура с 1986 по 2001 годы были запущены 102 ракеты-носителя, общая стартовая масса всей полезной нагрузки составила около 40 тыс. тонн, при этом полезный груз составлял всего 2 %, остальное — отходы, из которых 90 % — ракетное топливо и 8 % — масса отработавших ступеней носителей, упавших преимущественно на сушу. На территории Республики Алтай РФ в разное время были обнаружены фрагменты головного обтекателя, баки окислителя, баки горючего, фрагменты двигательных установок.
Помимо загрязнения окружающей среды отделяющимися частями ракет-носителей учёные обращают внимание на токсические компоненты ракетного топлива (гептил и его производные, азотный тетраоксид и др.), которые вызывают патологию у животных и людей даже в минимальных дозах. Сюда относят нарушение билирубинового обмена, анемию беременных, рождение «жёлтых» детей, развитие иммунодефицита и другие. В частности, жители села Верх-Апшуяхта связывали смертность от раковых заболеваний в 2018—2019 годах падением в окрестностях населённого пункта обломков ракеты «Протон» тремя годами ранее.
Деятельность космодрома называли как одну из возможных причин массовой гибели сайгаков в Казахстане в мае-июне 2015 года, однако официального подтверждения эта версия не получила; в то же время причина падежа животных так и не была озвучена.
В Казахстане существуют противники космодрома (движение «Антигептил»), обосновывающие свои действия вредностью отходов ракеты-носителя «Протон». Часто они устраивают акции протеста.

## В массовой культуре
- По информации, достоверность которой подвергнута сомнению[62], во второй половине XIX века газета «Московские ведомости» опубликовала следующее сообщение властей:

«… Доводится до сведения жителей Москвы и губернии, что за незаконные сборища и смутьянские разговоры о каких-то полётах православных на Луну мещанин замоскворецкой части Никита Петров выслан из Москвы под надзор полиции в киргиз-кайсацкое поселение Байконур».

### Компьютерные игры
- В компьютерной игре Call of Duty: Black Ops в миссии «Особое задание» игрок проникает на космодром и сбивает ракету «Союз-2», а также пытается убить генерала Драговича (главного антагониста игры) и его помощника Кравченко, но им удаётся сбежать.
- В компьютерной игре Command & Conquer: Generals террористы захватывают космодром и запускают ракету с биологическим оружием.
- В игре Frontlines: Fuel of War игроку придётся прорываться к стартовой площадке, чтобы остановить запуски ядерных ракет.
- В игре Destiny можно ознакомиться с пустым и разбитым космодромом в первой миссии. Далее эта локация представляется социальной.